# رادیسون رد
رادیسون رد (انگلیسی: Radisson Red) شرکت مهمان‌نوازی آمریکایی است، که در سال ۲۰۱۵ تأسیس شد.